# Тотчино (Лубенский район)
Тотчино (укр. Тотчине) — село,
Березовский сельский совет,
Лубенский район,
Полтавская область,
Украина.
Код КОАТУУ — 5322880305. Население по переписи 2001 года составляло 36 человек.

## Географическое положение
Село Тотчино находится между сёлами Кревелевка и Шинковщина (0,5 км).